# Canale Tamigi e Severn
Il canale Tamigi e Severn  (in inglese Thames and Severn Canal) è un canale artificiale nel Gloucestershire, contea del Sud Ovest dell'Inghilterra, Regno Unito. La via di comunicazione d'acqua fu costruita alla fine del XVIII secolo.

## Geografia e descrizione

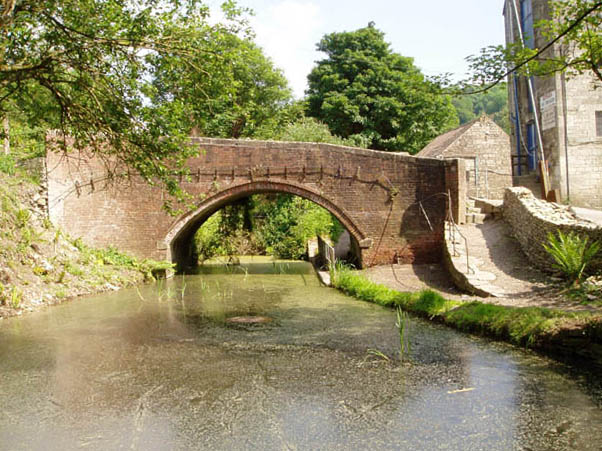
Ponte a Brimscombe

Il canale collega i due massimi fiumi d'Inghilterra, il Tamigi e il Severn. Nel suo percorso risale le Cotswolds e sbuca vicino alla sorgente del Tamigi. Si collega nella sua estremità a oriente al Tamigi presso la chiusa di Inglesham, vicino a Lechlade, mentre all'estremità occidentale si collega alla Stroudwater Navigation a Wallbridge, vicino a Stroud, e poi da lì al fiume Severn. Il canale venne realizzato con la costruzione di numerose chiuse nella Golden Valley. Il percorso comprendeva 15 chiuse con un percorso più dolce e tortuoso attraverso la campagna aperta. Includeva due canali secondari per unire Cirencester e Swindon. Il tunnel di Sapperton, attraverso il quale scorre il canale del Tamigi e Severn, è lungo 3,49 km. Il tunnel scorre sotto la parte più alta delle Cotswold Hills e, nel suo punto più profondo, si trova a 65 metri sotto terra.

## Storia
Il canale, completato nel 1789, venne pensato come parte della una rotta fluviale mercantile da Bristol e dalle Midlands sino a Londra. Include il Sapperton Tunnel, che al momento della sua costruzione era il tunnel di canale più lungo della Gran Bretagna.  Il canale fu costruito dieci anni dopo il canale Stroudwater e ne prolungò il percorso fino a Lechlade. La concorrenza delle ferrovie assorbì gran parte del traffico del canale entro la fine del XIX secolo, e gran parte del canale fu abbandonata tra il 1927 e il 1941. Dal 1972 il Cotswold Canals Trust è impegnato a ripristinare parte del canale attraverso varie fasi di intervento.

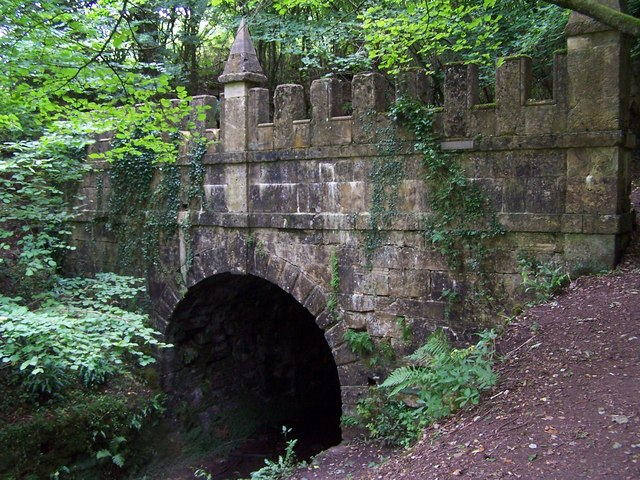
Portale settentrionale del tunnel di Sapperton

Il canale Tamigi e Severn fu costruito dieci anni dopo il canale Stroudwater e ne prolungò il percorso fino a Lechlade con la costruzione di numerose chiuse nella Golden Valley fino al tunnel Sapperton. Nonostante i problemi di costruzione e di approvvigionamento idrico, il canale e il tunnel di Sapperton rimasero in uso fino ai primi anni del 1900. Questa sezione del canale del Tamigi e Severn fu poi definitivamente abbandonata. I crolli del tetto nelle sezioni rivestite in mattoni del tunnel bloccano il tratto centrale e quello di Daneway. Fu costruito anche per servire i mulini nell'alta valle di Stroud e per completare una rotta fluviale interna tra Londra, le West Midlands e Bristol. L'apertura del canale del North Wilts nel 1819 offrì una rotta alternativa per Abingdon alle chiatte, evitando il difficile corso superiore del Tamigi. Il percorso del canale prevedeva una ripida salita lungo il margine delle Cotswolds, un lungo tratto in quota che includeva una galleria e una discesa graduale verso il Tamigi. L'acqua per utilizzare le chiuse poteva essere attinta dal fiume Frome e dal fiume Churn, soprattutto la domenica quando i mulini non erano in funzione. Venne installata una pompa a vapore per portare l'acqua fino al livello della sommità, ma problemi di perdite nella roccia porosa causarono difficoltà.

## Evoluzione del traffico commerciale
Attraverso il tunnel di Sapperton, che attraversa la parte alta delle Cotswolds, le imbarcazioni venivano trainate trasportate da due uomini che camminavano lungo il lato del tunnel. Le dimensioni della maggior parte delle chiuse furono scelte in base alle chiatte occidentali che all'epoca utilizzavano il corso superiore del Tamigi, che erano più lunghe e strette delle chiatte che utilizzavano il canale di Stroudwater. Per facilitare il trasbordo, furono creati due bacini a Brimscombe, dove la valle era sufficientemente ampia, e le chiuse a ovest furono costruite secondo gli standard di Stroudwater. Poiché il trasbordo era costoso, si sviluppò un modello speciale di chiatta in grado di attraversare entrambe le chiuse, e il canale fu utilizzato anche da chiatte strette che potevano attraversare tutte le vie d'acqua tra le Midlands e Londra. La maggior parte dei ponti sul canale era del tradizionale stile a schiena d'asino, costruito in mattoni. C'erano pietre miliari con piastre in ghisa ogni mezzo miglio. La Compagnia del Canale costruì case per i suoi dipendenti, cinque delle quali erano degne di nota perché erano case circolari.
All'inizio, Brimscombe era un porto molto trafficato, con chiatte provenienti da Bristol o dalle Midlands che scambiavano merci con chiatte dirette a Londra o in altre località lungo il percorso. Per facilitare lo scambio era disponibile un'area sicura tra i due bacini per il deposito del carbone, e i magazzini fornivano un deposito temporaneo per le numerose piccole spedizioni di merci generiche. L'apertura di canali più diretti eliminò presto gran parte del traffico a lunga distanza e l'uso di imbarcazioni più piccole ridusse la necessità di trasbordi. A metà del XIX secolo, la maggior parte dei movimenti navali riguardava la consegna di carichi alla rinfusa verso località nella valle fino a Chalford, mentre solo una piccola parte proseguiva oltre la cima verso Cirencester, Lechlade e l'alta valle del Tamigi. Poiché il restante commercio si stava riducendo ulteriormente a causa della concorrenza delle ferrovie, divenne sempre più difficile finanziare un'adeguata manutenzione e, dopo un lungo declino, la maggior parte del canale fu abbandonata a partire dal 1927.

## Case circolari

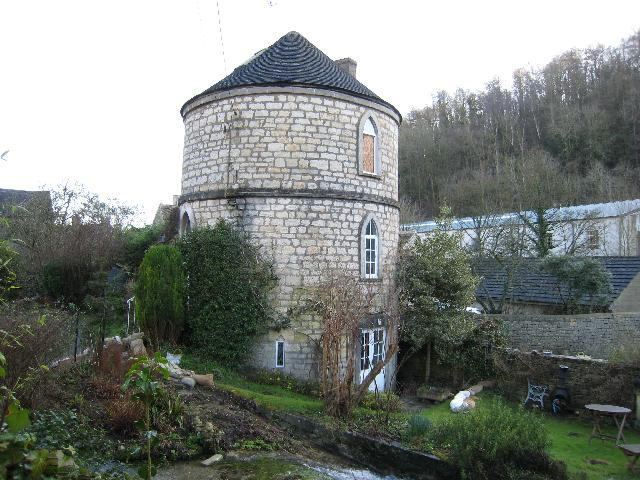
Chalford Round House

Le case circolari sono una caratteristica distintiva del canale Tamigi e Severn. In totale erano cinque, situate a:
- Chalford
- Coates
- South Cerney
- Marston Maisey
- Inglesham

Sono state tutte costruite nel 1790, l'anno successivo all'apertura del canale, e avevano la funzione di abitazione per i lavoratori delle condotte. Erano costruite in pietra con finitura a gesso o stucco. La casa circolare di Chalford è stata demolita poco dopo la sua costruzione. La tipologia delle costruzioni si divideva tra quelle con un tetto conico a falda tradizionale e quelle munite di un tetto conico rovesciato destinato a raccoglieva l'acqua piovana che veniva convogliata in una cisterna interrata, che veniva poi utilizzata come fonte per uso alimentare della casa circolare. Le case di Chalford e South Cerney vennero costruite con un tetto a falda convenzionale, mentre le case circolari di Coates, Marston Maisey e Inglesham vennero edificate col tetto rovesciato.